# 3 Pułk Taborów

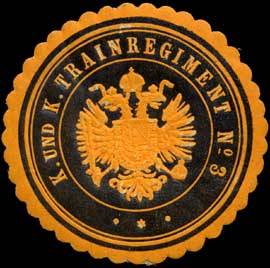
Pieczęć c. i k. Pułku Taborów Nr 3

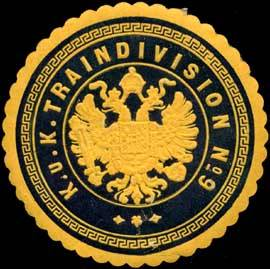
Pieczęć c. i k. Dywizjonu Taborów Nr 9

3 Pułk Taborów (Train.-Reg. Nr 3, TrR. Nr. 3) – pułk taborów cesarskiej i królewskiej Armii.

## Historia pułku
3 Pułk Taborów został sformowany 1 maja 1880 roku, w ramach przekształcenia dotychczasowej formacji (niem. Militär-Fuhrwesens-Corps) w rodzaj wojsk (niem. Train-Truppe).
W latach 1880–1882 w skład pułku wchodził:
- Sztab pułku oraz 8. i 9. Dywizjon Taborów w Pradze na terytorium podporządkowanym Generalnej Komendzie w Pradze,
- 10. Dywizjon Taborów w Brnie (niem. Brünn) na terytorium podporządkowanym Generalnej Komendzie w Brnie,
- 11. Dywizjon Taborów we Lwowie na terytorium podporządkowanym Generalnej Komendzie we Lwowie[2][3].

Na przełomie 1882 i 1883 roku została przeprowadzona reorganizacja terytorialnych władz wojskowych, a wraz z nią wprowadzona nowa organizacja taborów. W skład pułku został włączony 1. Dywizjon Taborów 1 Pułku Taborów, który został przeniesiony z Wiednia do Krakowa. Równocześnie 9. Dywizjon Taborów został przeniesiony z Pragi do Josephstadt. W 1883 roku, po przeprowadzonej reorganizacji, w skład pułku wchodził:
- Sztab pułku i 8. Dywizjon Taborów w Pradze na terytorium 8 Korpusu,
- 1. Dywizjon Taborów w Krakowie na terytorium 1 Korpusu,
- 9. Dywizjon Taborów w Josephstadt na terytorium 9 Korpusu,
- 10. Dywizjon Taborów w Brnie na terytorium 10 Korpusu,
- 11. Dywizjon Taborów we Lwowie na terytorium 11 Korpusu[4].

W 1889 roku 10. Dywizjon Taborów został przeniesiony z Brna do Przemyśla.
W 1891 roku sztab pułku został przeniesiony z Pragi do Lwowa.
W latach 1889–1910 w skład pułku wchodził:
- Sztab pułku we Lwowie podporządkowany komendantowi 11 Brygady Artylerii,
- 1. Dywizjon Taborów w Krakowie podporządkowany komendantowi 1 Brygady Artylerii,
- 8. Dywizjon Taborów w Pradze podporządkowany komendantowi 8 Brygady Artylerii,
- 9. Dywizjon Taborów w Josephstadt podporządkowany komendantowi 9 Brygady Artylerii,
- 10. Dywizjon Taborów w Przemyślu podporządkowany komendantowi 10 Brygady Artylerii,
- 11. Dywizjon Taborów we Lwowie podporządkowany komendantowi 11 Brygady Artylerii[9][10][11].

W 1910 roku pułk został rozwiązany, a wchodzące w jego skład dywizjony zostały samodzielnymi oddziałami, podporządkowanymi bezpośrednio komendantom korpusów na terytorium, których stacjonowały:
- 1. Dywizjon Taborów w Krakowie,
- 8. Dywizjon Taborów w Pradze,
- 9. Dywizjon Taborów w Josephstadt,
- 10. Dywizjon Taborów w Przemyślu,
- 11. Dywizjon Taborów we Lwowie[12].

## Komendanci pułku
- płk Joseph Voigt (1880 – 1 VIII 1885 → stan spoczynku w stopniu tytularnego generała majora[13])
- ppłk / płk Franz Fekonia (1885 – 1889 → stan spoczynku[14])
- ppłk / płk Victor Baumgartner (1889[6] – 1892 → urlopowany)
- mjr / płk Otto Bresnitzer (1892 – 1903 → wojskowy inspektor stadnin koni)
- płk Wenzel Fialka (1903 – 1909 → stan spoczynku)
- płk Anton Bauer (1909 – 1910 → inspektor taborów)